# Migamuto
Migamuto war ein Volumenmaß für Flüssigkeiten und Getreide. Das Maß war auf Sardinien in Gebrauch. Das Maß unterschied sich nach der Region.
- Cagliari 1 Migamuto = 3,0732 Liter
  - 2 Migamuti = 1 Imbuto

Die Maßkette war
- 1 Starello = 2 Quarte/Corbule = 4 Quarti = 8 Imbuti = 16 Migamuti = 0,49175 Hektoliter
- Sassari 1 Migamuto = 1,537 Liter